# Shahrestān di Manujan
Lo shahrestān di Manujan (farsi شهرستان منوجان) è uno dei 23 shahrestān della provincia di Kerman, il capoluogo è Manujan. Lo shahrestān è suddiviso in 2 circoscrizioni (bakhsh): 
- Centrale (بخش مرکزی)
- Asminoun (بخش آسمینون), con la città di Nowdezh.